# نيارق
نيارق هي قرية في مقاطعة نمين، إيران. عدد سكان هذه القرية هو 1,939 في سنة 2006.